# Limnophora tenuiventris
Limnophora tenuiventris är en tvåvingeart som beskrevs av Malloch 1928. Limnophora tenuiventris ingår i släktet Limnophora och familjen husflugor. Inga underarter finns listade i Catalogue of Life.